# What.CD
Сайт What.CD був запущений у 2007 році та позіонувався як приватний трекер для здебільшого музики без втрат. Реєстрація на трекері була відсутня та потрапити туди було лише можливо пройшовши спеціяльне інтерв'ю, або отримавши запрошення від іншого наявного користувача. Сайт було закрито 17 листопада 2016 року після сповіщення, що сервери трекеру були захоплені французькою поліцією.